# 1933년 3월 20일 경제법
1933년 경제법(영어: Economy Act of 1933)은 공식적으로 1933년 3월 20일 법률(영어: Act of March 20, 1933, ch. 3, Pub.L. 73–2, 48 Stat. 8, 1933년 3월 20일 제정)이라고 불리며, 미국의 연방 적자를 줄이기 위해 연방 직원들의 급여를 삭감하고 퇴역 군인에 대한 복지 지불을 축소한 미국 의회 법률이다.
1933년 경제법은 후버 행정부 말기인 1933년 2월에 서명된 1932년 경제법과 혼동되기도 한다. 이 후버 주도의 법안은 연방 정부의 구매 권한을 확립했다. 이 이전 법안의 제6조는 행정부, 기관, 국 및 사무실의 수장들이 요청된 상품이나 서비스를 민간 부문에서 더 편리하거나 더 저렴하게 얻을 수 없는 한 다른 연방 기관과 주문을 할 수 있도록 권한을 부여했다. 여러 차례 개정되었지만, 단순히 경제법으로 불리는 이 조항은 2019년 현재에도 유효하다(31 U.S.C. § 1535).

## 제정
뉴욕 주지사였던 프랭클린 D. 루스벨트는 부분적으로 미국 연방 예산의 균형을 맞추겠다는 공약을 내세우며 대통령 선거 운동을 벌였다. 1933년 3월 10일, 취임 6일 후, 루스벨트는 정부 기관을 없애고, 민간 및 군인 연방 근로자(의회 의원 포함)의 급여를 줄이며, 퇴역 군인 복지 혜택을 50% 삭감하여 36억 달러의 연방 예산에서 5억 달러(2009년 기준 81억 8천1백만 달러)를 절감하는 법안을 의회에 제출했다. 당시 퇴역 군인 복지 혜택은 연방 예산의 4분의 1을 차지했다. 이 법안은 주로 루스벨트의 예산 국장인 루이스 더글러스와 개인 변호사 그렌빌 클라크가 작성했다.
이 법안은 의회에서 강력한 반대에 부딪혔다. 1932년 6월 17일, 보너스 아미(약 17,000명의 제1차 세계 대전 퇴역 군인과 그들의 가족 및 관련 단체 26,000명)는 워싱턴 D.C.의 아나코스티아 평지에 후버빌 빈민촌을 건설했다. 7월 28일, 더글러스 맥아더 장군이 지휘하는 미국 12보병연대와 조지 S. 패튼 소령이 지휘하는 제3기병연대 (여섯 대의 전차의 지원을 받음)가 보너스 아미의 야영지를 공격하여 불을 질렀고, 수백 명을 다치게 하고 여러 명의 퇴역 군인과 민간인을 사망하게 했다.
퇴역 군인들의 분노로 미국 국회의사당 주변을 에워싸면서 의회는 며칠 동안 도시를 떠날 수밖에 없었다. 보너스 아미 공격으로 인한 정치적 반발은 그해 가을 여러 의회 의원들의 패배로 이어졌다. 많은 의회 의원들은 이 사건을 기억하며 경제법을 지지하고 싶어하지 않았다. 미국 하원 민주당 간부 회의조차 이 법안을 지지하기를 거부했다. 진보적인 민주당 의원들(92명이 반대표를 던짐)의 강력한 반대에도 불구하고, 이 법안은 하원에서 공화당과 보수적인 민주당 의원들의 강력한 지지를 받아 겨우 통과되었다.
이 법안은 상원에서 쉽게 통과되었는데, 이는 미국 상원 민주당 간부 회의가 경제법 투표 직후에 인기 있는 컬렌-해리슨 법안(맥주와 가벼운 와인 제조 및 판매를 허용하도록 볼스테드 법을 개정하는 법안)에 대한 투표를 예정했기 때문이었다. 이는 상원의원들이 매우 인기 없는 법안 하나와 매우 인기 있는 법안 하나에 연이어 투표할 수 있도록 허용했다.
대통령은 1933년 3월 20일 경제법에 서명하여 법으로 제정했다.

## 조항 및 영향
경제법은 연방 지출을 대통령이 요청한 5억 달러가 아닌 2억 4천 3백만 달러를 삭감했다. 이 법안의 이러한 측면은 정부가 더 적은 상품과 서비스를 구매하게 되면서 디플레이션을 초래했으며, 일부에서는 이것이 대공황을 악화시켰다고 주장한다. 이 법은 또한 대법원 연금을 절반으로 줄였고, 네 명의 반뉴딜 대법관 중 두 명인 윌리스 반 데반터와 조지 서덜랜드는 은퇴를 거부하고 재판부에 남아 루스벨트의 일부 경제 회복 법안을 폐기했다. 대법원 연금은 원래 1932년에 절반으로 줄었지만 1933년 2월 의회에 의해 일시적으로 전액으로 복원되었다. 이 두 판사는 만약 그들의 연금이 절반으로 줄지 않았다면 루스벨트의 첫 임기 초에 대법원에서 은퇴했을 가능성이 높다.
경제법은 또한 대통령에게 효율성을 달성하기 위해 행정부 기관을 재편성할 제한적인 권한을 부여했지만, 이 권한은 1935년 법이 만료되기 전까지는 많이 활용되지 않았다. 1935년 3월 3일까지 루스벨트는 27건의 재편성 명령을 내렸는데, 대부분은 사소한 것이었다. 루스벨트는 1939년 재조직법이 그 권한을 부여하기 전까지는 광범위한 재편성 노력을 하지 않았다.
그러나 가장 중요한 조항은 퇴역 군인 복지 혜택에 관한 모든 연방 법률을 폐지한 것이었다.
법 제17조는 "제1차 세계 대전 퇴역 군인과 그 부양 가족에게 의료 또는 병원 치료, 주거 돌봄, 보상 및 기타 수당, 연금, 장애 수당 또는 퇴직 급여를 부여하는 모든 공공 법률은 본 법에 의해 폐지되며, 연간 갱신 가능한 정기 보험을 부여하거나 그에 관한 모든 법률은 본 법에 의해 폐지된다"고 선언했다. 그러나 이 법은 대통령이 적절하다고 판단하는 수준에서 행정 명령을 통해 2년간 이러한 혜택을 재설정할 수 있도록 허용했다.
비장애 퇴역 군인에 대한 혜택은 40% 이상 감소하여 전직 군인과 장교들 사이에 깊은 불만을 야기했고, 이는 재향군인회가 미국 정치에서 중요한 세력으로 자리 잡는 계기가 되었다. 경제법으로 인해 두 번째 보너스 아미가 결성되었지만, 루스벨트는 후버보다 훨씬 신중하게 이 시위를 처리했다. 그의 행정부는 시위대를 위한 야영지를 설치하고(효과적인 시위를 하기에는 의사당에서 너무 멀었지만), 워싱턴 D.C.에서의 배회를 금지하고(시위대가 도시 밖에 머물도록 강제), 엘리너 루스벨트를 보내 시위대에게 음식과 의약품을 전달하고 그들의 불만을 들었으며, 전직 군인들이 민간 보존단에서 일자리를 찾도록 격려했다(많은 이들이 그렇게 했다).
그럼에도 불구하고 퇴역 군인들은 혜택 복원을 위해 소송을 제기했다. 린치 대 미국(Lynch v. United States, 292 U.S. 571 (1934))과 미국 대 잭슨(United States v. Jackson, 302 U.S. 628 (1938)) 사건에서 미국 연방 대법원은 의회가 전쟁 위험 보험법(1919년 12월 24일 개정, 챕터 16, 섹션 12, 41 Stat. 371)에 의해 이전에 퇴역 군인에게 제공되었던 특정 보험 보장을 폐지하여 연방 법률을 위반했다고 판결했으며, 해당 혜택은 복원되었다.
경제법은 연방 적자나 경제에 거의 영향을 미치지 않았다. 다른 분야의 지출이 너무 크게 증가하여 경제법에 의해 부과된 삭감액을 왜소하게 만들었다. 또한 혜택 삭감은 오래 지속되지 않았다. 1933년 6월, 루스벨트는 5천만 달러의 연금 지급을 복원했고, 의회는 추가로 4천 6백만 달러를 추가했다. 1934년 1월, 루스벨트는 복무와 관련은 있지만 복무로 인해 발생하지 않은 장애를 가진 퇴역 군인에게 추가로 2천 1백만 달러를 추가했다. 1934년 3월, 의회는 루스벨트의 거부권을 무효화하고 퇴역 군인 혜택에 9천만 달러, 연방 직원 급여에 1억 2천만 달러를 추가했다. 1934년 10월, 루스벨트는 연방 급여 삭감액 중 6천만 달러를 복원하고, 미국-스페인 전쟁, 필리핀-미국 전쟁, 의화단 운동에 참전했던 퇴역 군인에 대한 삭감액을 복원했다.